# Murdannia spectabilis
Murdannia spectabilis là một loài thực vật có hoa trong họ Commelinaceae. Loài này được (Kurz) Faden mô tả khoa học đầu tiên năm 1980.